# Gemeindezentrum Neu-Buckow

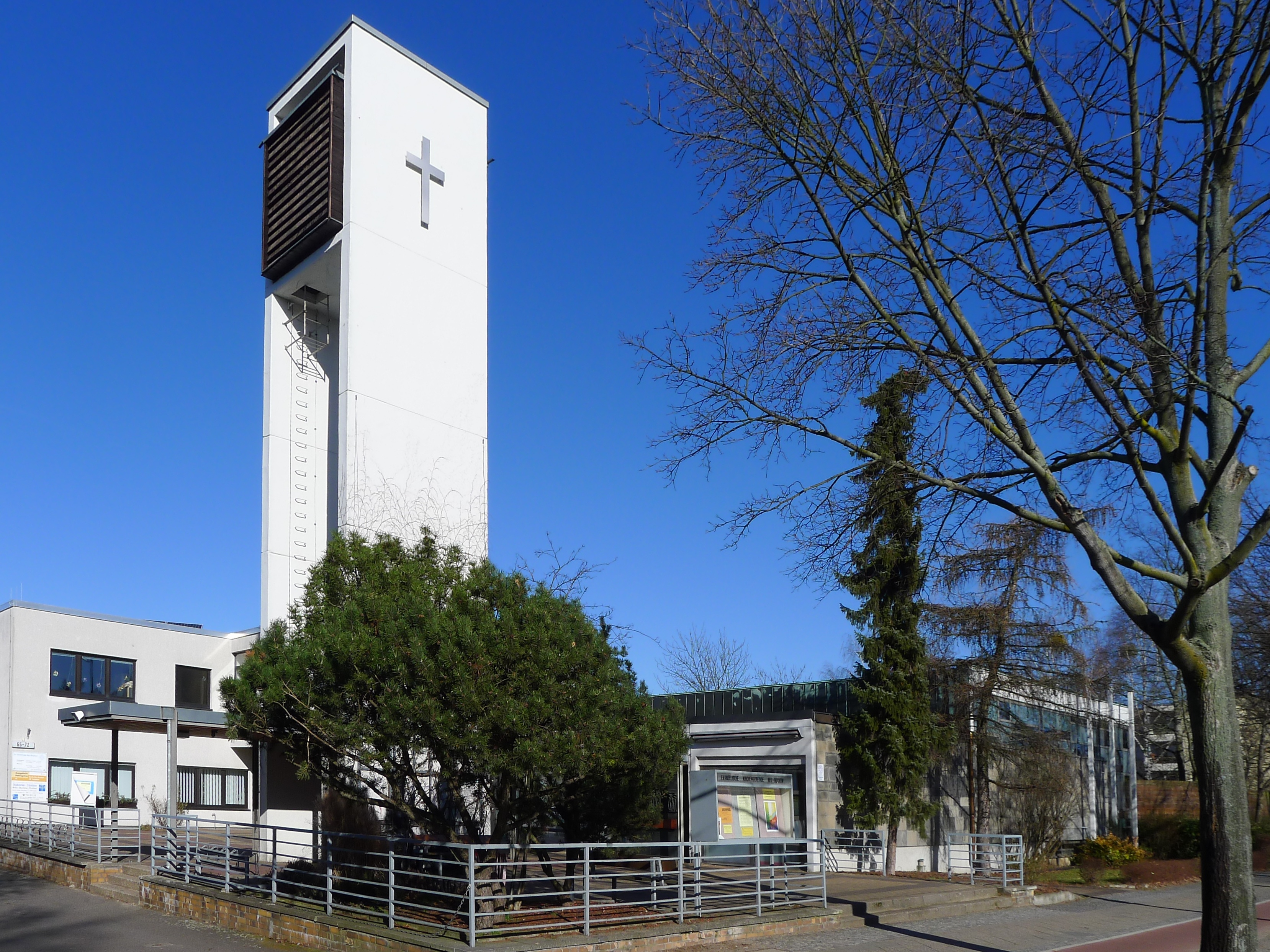
Gemeindezentrum Neu-Buckow

Das evangelische Gemeindezentrum Neu-Buckow, 1963–1964 nach einem Entwurf von Wolfgang Pingel erbaut, steht an der Marienfelder Chaussee 66–72 / Ecke Quarzweg im Ortsteil Buckow des Berliner Bezirks Neukölln.

## Geschichte
Die Kirchengemeinde Neu-Buckow wurde 1962 von der Gemeinde der Dorfkirche Buckow abgeteilt. Der Gebäudekomplex des Gemeindezentrums wurde am 29. August 1964 eingeweiht. Zunächst wurden zwei Gebäudetrakte und der Glockenturm errichtet. In einem zweiten Bauabschnitt entstand 1968 eine Kindertagesstätte. 1973–1974 wurde das Gemeindezentrum durch Anbauten erweitert und ein vorhandener Baukörper, der eine Wohnung, das Gemeindebüro und einen Jugendraum enthielt, aufgestockt.

## Baubeschreibung

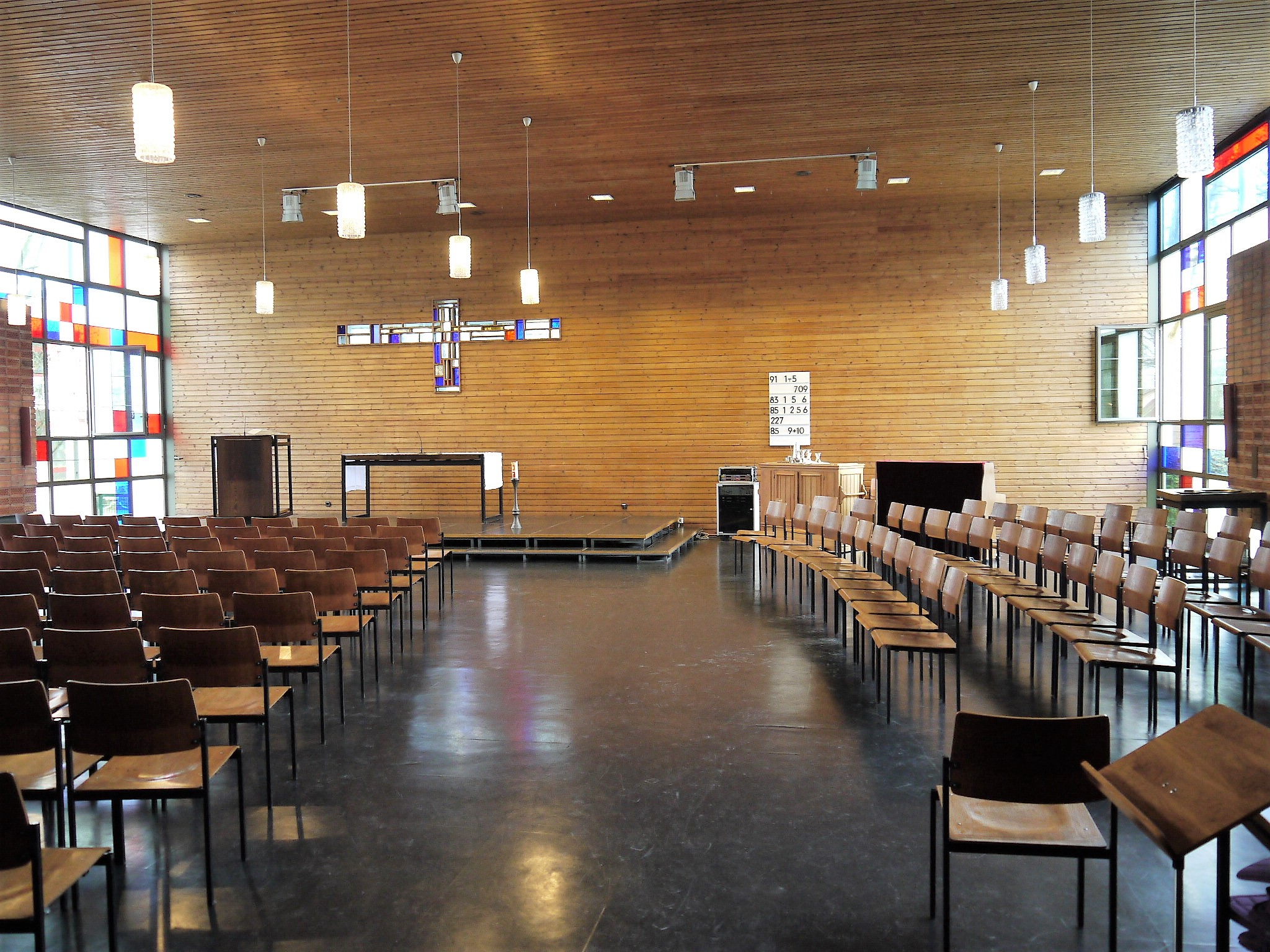
Innenansicht (2015)

Vor dem Haupteingang zur Saalkirche liegt ein niedriger Anbau. Von seinem Vorraum führt der Weg in den Kirchsaal und in einem Nebenraum, der durch eine Falttür mit dem Kirchraum verbunden ist. Dadurch lässt sich der Kirchsaal, der rund 200 Besucher fasst, um 50 Plätze erweitern. Die Wände des Kirchenschiffs sind außen mit Natursteinplatten, innen mit Backsteinen und Holz verkleidet. Die seitlichen Fenster und das Kreuzfenster an der Altarwand hat H. Botzenhardt gestaltet.

## Glocken
Der Campanile vor dem Haupteingang besteht aus zwei Wandscheiben aus Sichtbeton. In seiner Glockenstube hängt ein Geläut aus zwei Bronzeglocken, das 1962 von Petit & Gebr. Edelbrock hergestellt wurde:
| Schlagton | Gewicht (kg) | Durchmesser (cm) | Höhe (cm) | Krone (cm) |
| --------- | ------------ | ---------------- | --------- | ---------- |
| as″       | 550          | 98               | 79        | 15         |
| des″      | 215          | 71               | 59        | 13         |

## Orgeln

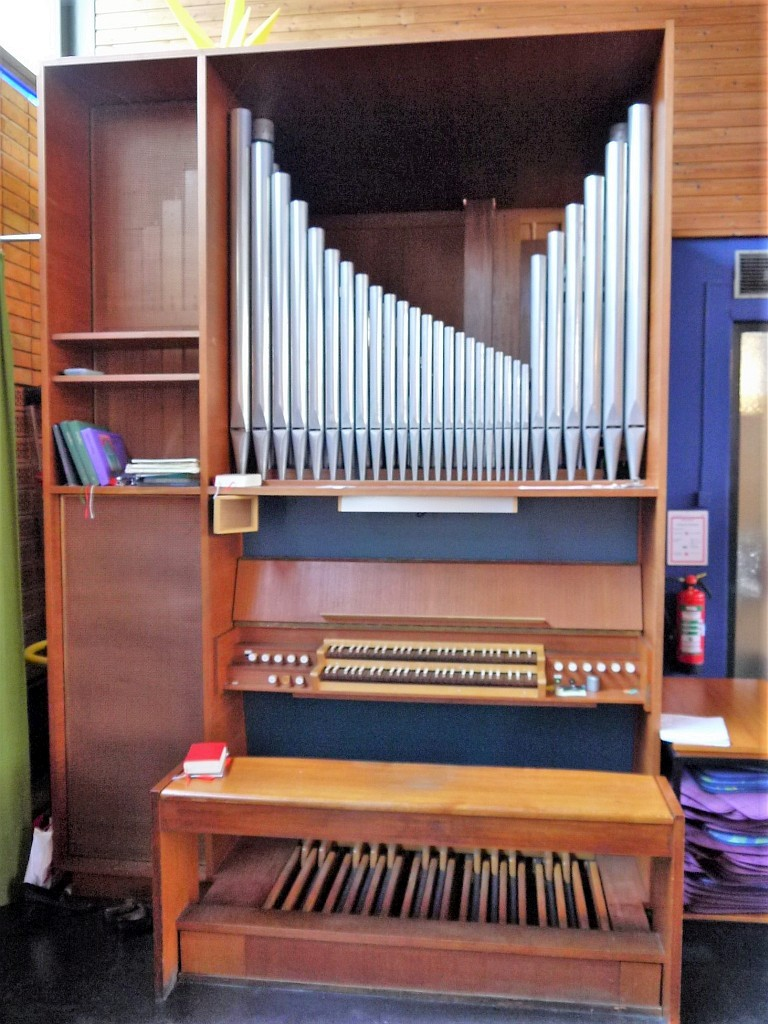
Schuke-Orgel

Die große Orgel der Berliner Orgelbauwerkstatt Karl Schuke von 1966 hatte zunächst 12 Register, verteilt auf zwei Manuale und Pedal. Sie enthält 818 Pfeifen. Nach Einbau eines weiteren Registers 1993 hat sie folgende Disposition:
| I Manual C–g3 |    |
| Rohrflöte     | 8′ |
| Principal     | 4′ |
| Waldflöte     | 2′ |
| Mixtur IV     |    |
| Krummhorn     | 8′ |

| II Manual C–g3  |       |
| Singend Gedackt | 8′    |
| Blockflöte      | 4′    |
| Oktave          | 2′    |
| Sesquialtera II |       |
| Quinte          | 1 ⁄3′ |

| Pedal C–f1 |     |
| Subbass    | 16′ |
| Gemshorn   | 8′  |
| Rohrflöte  | 4′  |

- Koppeln: II/I, I/P, II/P
- Nebenregister: Tremulant

In der Kirche gibt es auch ein Positiv von Karl Lötzerich, das zur Begleitung des Chores dient oder, wenn zwei Organisten da sind, zusammen mit der größeren Orgel erklingt. Die kleine Orgel hat folgende Disposition:

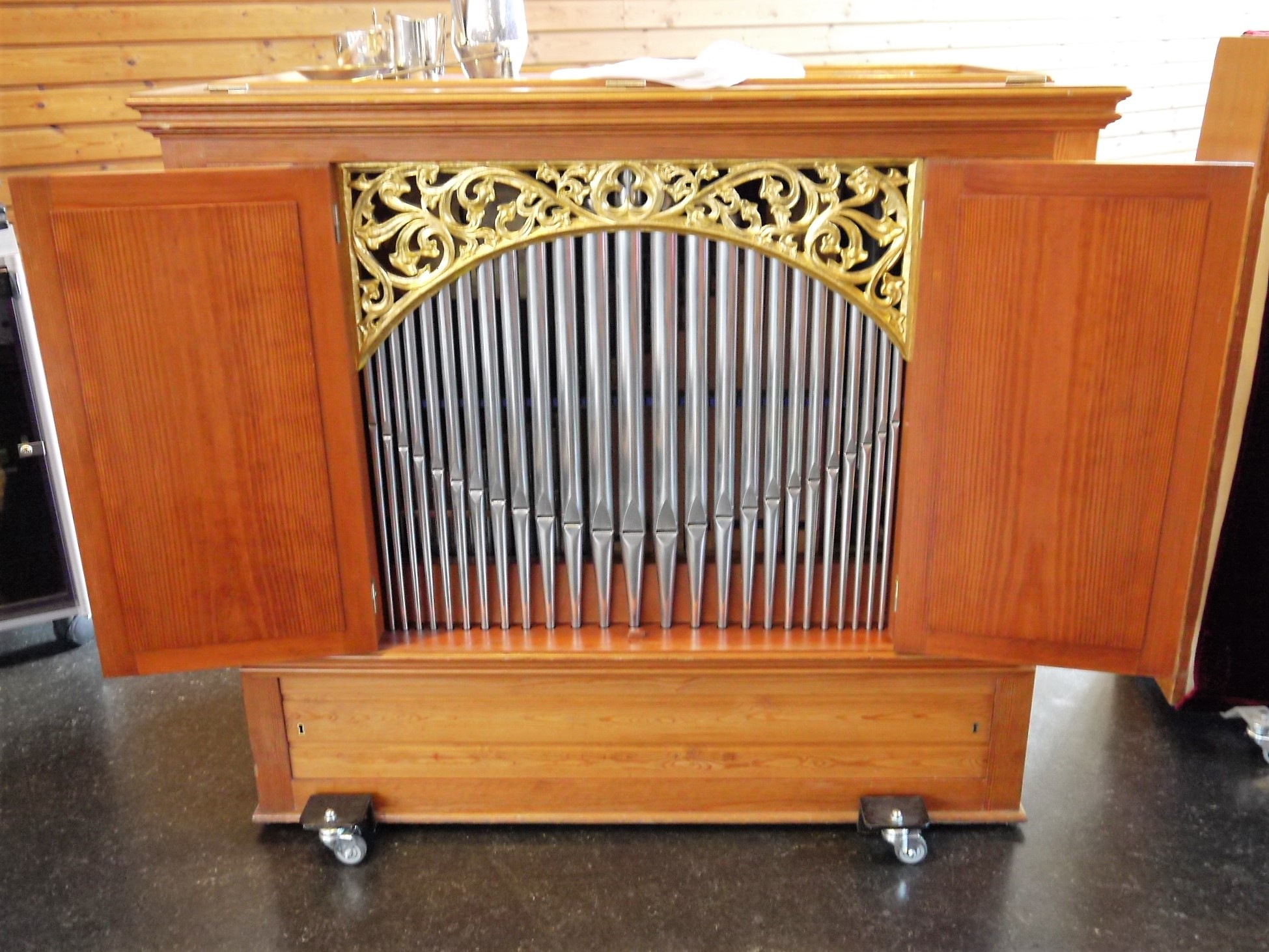
Lötzerich-Positiv

| Manual C–g3 |       |
| Gedackt     | 8′    |
| Rohrflöte   | 4′    |
| Prinzipal   | 2′    |
| Quinte      | 1 ⁄3′ |